# كايل كينيون
كايل كينيون (بالإنجليزية: Kyle Kenyon)‏ هو محامي وسياسي أمريكي، ولد في 22 مارس 1924، وتوفي في 6 مارس 1996. حزبياً، نشط في الحزب الجمهوري. وقد انتخب عضو جمعية ولاية ويسكونسن.